# Robert Dozier
Robert Lorenzo Dozier, Jr. (nacido el 6 de noviembre de 1985 en Lithonia, Georgia) es un exjugador de baloncesto estadounidense. Con 2,06 metros de estatura, jugaba en la posición de Ala-Pívot.

## Trayectoria deportiva

### College
Se formó en el Lithonia High School en Lithonia, Georgia y en el Laurinburg Institute en Laurinburg, Carolina del Norte.

### Universidad
Jugó durante cuatro temporadas (2005-2009) en los Tigers de Memphis, con los que disputó 148 partidos promediando 9,3 puntos, 6,5 rebotes, 1 asistencias, 1 robo de balón y 1,5 tapones de media. En 2008 era titular junto con Derrick Rose, Joey Dorsey, Chris Douglas-Roberts y Antonio Anderson en el equipo que alcanzó la Final de la NCAA en la que cayeron ante Kansas por 75-68, siendo el máximo reboteador de su equipo, con 10, a los que añadió 11 puntos y 3 asistencias. En 2008 fue elegido en el tercer mejor quinteto de la Conference USA y en 2009 fue incluido en el mejor quinteto defensivo de la Conference USA, en el mejor quinteto del torneo de la Conference USA y en el segundo  mejor quinteto de la Conference USA. Fue el campeón del torneo de la Conference USA en los cuatro años que jugó en la universidad. Entró en la lista de la NCAA de jugadores con más de 145 partidos disputados.

### Profesional
Fue elegido en la sexagésima y última posición del Draft de la NBA de 2009 por Miami Heat. pero fue descartado, firmando posteriormente para la temporada 2009-2010 con el Kolossos Rodou BC de la A1 Ethniki griega, donde promedió 9 puntos y 6,4 rebotes por partido.
Al año siguiente (2010-2011) fichó por el PAOK Salónica, donde promedió 10,7 puntos y 6,3 rebotes por partido.
La temporada 2011-2012 la jugó en las filas del Cholet Basket francés, club que la temporada anterior conquistó la Pro A. En 22 partidos que jugó en liga promedió 9,4 puntos, 5,4 rebotes y 1,1 asistencias. En 2012 hizo un training camp y jugó la NBA Summer League con los Miami Heat, donde en 3 partidos promedió 3,6 puntos, 3,6 rebotes, 1,3 asistencias y 1,3 robos de balón.
En septiembre de 2012 firmó con los Miami Heat por el mínimo salarial, pero fue posteriormente cortado en octubre antes del inicio de la temporada. En 4 partidos de pretemporada que jugó con los Heat promedió 1,5 puntos, 3,2 rebotes y 1,2 robos de balón en 10,6 min de media.
En noviembre de 2012 fichó por el Cajasol Banca Cívica de la ACB con un contrato de un mes, ampliable hasta final de temporada. Con los sevillanos jugó 4 partidos de liga y 3 de Eurocup, promediando 8,7 puntos, 5,5 rebotes y 1,2 tapones en 24,2 min de media en ACB, mientras que en Eurocup promedió 11,3 puntos, 4,3 rebotes, 1,3 asistencias, 1,3 robos y 1 tapón en partido en 28,8 min de media. Su mejor partido en liga fue contra Real Madrid Baloncesto, donde hizo 13 puntos (3-6 de 2, 2-2 de 3, 2-2 TL), 9 rebotes, 2 tapones, 2 faltas recibidas para 27 de valoración.  Cajasol Banca Cívica no le renovó el contrato y en diciembre de 2012 abandonó la disciplina del club.
Acabó la temporada 2012-2013 en las filas de los  Alaska Aces  de la PBA filipina, donde jugó como Jugador Importado en la PBA Commissioner's Cup . Ganó la  PBA Commissioner's Cup  al ganar en la final a Barangay Ginebra Kings, y fue elegido Mejor Jugador Extranjero de la Commissioner's Cup. En los dos primeros partidos de la final de la PBA Commissioner's Cup cogío 42 rebotes y metió 27 puntos, teniendo un bonito duelo con Vernon Macklin. En 21 partidos jugados en la PBA promedió 20,3 puntos, 17,4 rebotes, 2,3 asistencias y 2,8 tapones.
Jugó también en 2014 con los Alaska Aces, pero no pudieron revalidar el título de la  PBA Commissioner's Cup  al ser eliminados en cuartos de final. En los 12 partidos que jugó en la PBA promedió 20,4 puntos, 14,1 rebotes, 2 asistencias y 2,4 tapones.
Firmó para la temporada 2014-2015 por el Al Shabab Al Arabi de los Emiratos Árabes Unidos.
En octubre de 2015 firmó con el Le Mans Sarthe Basket dejando el equipo en diciembre. En 10 partidos de liga promedió 11,5 puntos, 8,2 rebotes, 1,3 robos y 1,3 tapones, mientras que en 7 partidos de Eurocup promedió 8,8 puntos, 5,1 rebotes y 1 robo de balón.
En enero de 2016 volvió a fichar por los Alaska Aces para ser el Jugador Importado de la  PBA Commissioner's Cup de 2016.
[actualizar]